# گنجشک صخره‌ای خال‌زرد
گنجشک صخره‌ای خال‌زرد (نام علمی: Petronia pyrgita) نام یک گونه از سرده گنجشک‌های صخره است.